# Orphanage
Orphanage — музыкальный коллектив из Нидерландов, исполнявший свою музыку на стыке дэт-метала и готик-метала.

## Дискография

### Полноформатные альбомы
- 1995 — Oblivion
- 1996 — By Time Alone
- 2000 — Inside
- 2004 — Driven